# 정의기억연대

정의기억연대 로고

정의기억연대(正義記憶連帶)는 일본군 위안부 문제의 해결을 위해 설립된 재단법인이다. 정식 이름은 일본군성노예제 문제해결을 위한 정의기억연대이다. 2015년 한·일 일본군 위안부 협상 타결에 반대하여 10억엔을 돌려주기 위해 만들어진 정의기억재단이 한국정신대문제대책협의회와 통합한 재단이며, 윤미향이 이사장을 맡았다. 법적으로는 정의기억재단이 '일본군성노예제 문제해결을 위한 정의기억연대'로 명칭을 변경하고, 정대협은 수요집회 등의 사업을 정의기억연대 사업으로 넘긴 뒤 박물관 등을 계속 정대협의 소유로 두고 있으나, 사실상 동일한 단체가 되었다.

## 조직
- 이사회
- 운영위원회
- 네트워크협의회
- 사무총장
- 운영지원국
- 인권연대처
- 기억교육국
- 전쟁과여성인권박물관
- 평화의 우리집

## 같이 보기
- 정의기억재단
- 한국정신대문제대책협의회
- 윤미향